# Édouard Bourciez
Édouard Bourciez (* 29. Januar 1854 in Niort; † 6. Oktober 1946 in Bordeaux) war ein französischer Romanist und Gaskognist.

## Leben und Werk
Bourciez trat 1873 in die École normale supérieure (ENS) in Paris ein und machte 1876 die Agrégation. Er war dann Gymnasiallehrer in Bar-le-Duc, Orléans, Nizza und Nancy. Er habilitierte sich 1885 mit den beiden Thèses Les Mœurs polies et la littérature de cour sous Henri II (Paris 1886, Genf/Paris 1967) und De Praepositione „ad“ casuali in latinitate aevi merovingici (Paris 1886). Ab 1883 war er Maître de conférences für französische Sprache und Literatur an der Universität Bordeaux, von 1893 bis 1925 daselbst Inhaber des von der Stadt Bordeaux für ihn geschaffenen Lehrstuhls für gaskognische Sprache und Literatur. Die von ihm 1894–1895 bei Volksschullehrern durchgeführte Enquête sur les parlers gascons lag zu seinen Lebzeiten nur in Manuskriptform vor und wurde erst 1987 u.d.T. Recueil des idiomes de la région gasconne in einer Mikrofilm-Ausgabe zugänglich gemacht.
Bourciez wurde 1923 zum korrespondierenden Mitglied der Académie des inscriptions et belles-lettres gewählt.

## Weitere Werke
- Les poésies patoises d’Arnaud Daubasse, Paris 1888 (Annales de l’Université de Bordeaux)
- Précis de phonétique française ou Exposé des lois qui régissent la transformation des mots latins en français, Paris 1889, später u.d.T. Précis historique de phonétique française, 8. Auflage 1937, 9. Auflage hrsg. von Jean Bourciez, Paris 1958
- La langue gasconne à Bordeaux. Notice historique, Bordeaux 1892, Pau 2004
- Éléments de linguistique romane, Paris 1910, 4. Auflage 1946, 5. Auflage 1967
- (mit Jean Bourciez) Phonétique française. Etude historique, Paris 1967, zuletzt 2008
- La langue gasconne, hrsg. von Jean Lafitte, Pau 2000 (Text von 1922)